# Six pièces caractéristiques de Smetana
Pour les articles homonymes, voir Pièces caractéristiques.
Six pièces caractéristiques est un cycle de six pièces pour piano de Bedřich Smetana. Composées en 1847-48, elles furent publiées par l'éditeur Kistner en 1851.

## Analyse de l'œuvre
1. Vese Dans la forêt (moderato, en ut majeur)
2. Vznikajici Vasen Passion montante (vivace en ut majeur)
3. Pastyika La Bergère
4. Touha le désir (andantino piu molto, en sol mineur)
5. Valecnik le soldat (maestoso, en ré majeur)
6. Zoufalstvi le désespoir (presto rubato, en ré mineur)